# Bauhinia carvalhoi
Bauhinia carvalhoi är en ärtväxtart som beskrevs av Vaz. Bauhinia carvalhoi ingår i släktet Bauhinia och familjen ärtväxter. Inga underarter finns listade i Catalogue of Life.